# Malarie
Malaria este o boală infecțioasă transmisă de țânțarul Anopheles, care se manifestă prin friguri puternice și intermitente. Aceasta este o boală infecțioasă larg răspândită în regiunile tropicale și subtropicale. Între 300 și 500 de milioane de persoane sunt infectate anual; aproximativ 1 - 3 milioane mor în fiecare an, cei mai mulți fiind copii din Africa sub-sahariană.
Malaria este una dintre cele mai frecvente boli infecțioase și este o adevărată problemă de sănătate publică; este cauzată de paraziți din genul Plasmodium (Regnul Protista). Cele mai grave forme ale bolii sunt cauzate de Plasmodium falciparum și Plasmodium vivax, dar și alte specii înrudite (Plasmodium ovale and Plasmodium malariae) pot infecta oamenii. Grupul de specii din genul Plasmodium care produc boli la om au fost denumite „paraziți ai malariei”.
Aceștia sunt transmiși de femela țânțarului anofel. Paraziții se înmulțesc în globulele roșii din sânge, cauzând simptome cum ar fi febra, anemia, simptome de gripă și, în cazuri severe, coma și moartea. Infectarea poate fi prevenită eliminând posibilitățile de a fi înțepat de țânțari (plase pentru țânțari, substanțe care îi îndepărtează, sau eliminarea bălților și locurilor de dezvoltare a țânțarilor).
Momentan, există un vaccin pentru malarie, dar este folosit doar în Africa. Pentru a reduce riscul infectării pot fi folosite (în mod continuu) anumite medicamente, dar acestea sunt prea scumpe pentru cei mai mulți dintre oamenii care trăiesc în zonele de risc. Malaria este tratată cu medicamente antimalarice cum ar fi hidroxiclorochina; în ultimul timp rezistența la aceste medicamente (mecanism similar Rezistenței la antibiotice) este tot mai răspândită. O metodă considerată eficientă este combaterea înțepăturilor de țânțari prin aplicarea pe haine a substanței dietiltoluamid.

## Definiție și simptome
Malaria este o boală infecțioasă transmisă de țânțar la oameni și animale, cauzată de protozoare parazitare (un tip de microorganism) unicelular de tipul Plasmodium. Malaria cauzează simptome ce includ, de obicei febră, oboseală, stări de vomă și dureri de cap. În cazuri grave, aceasta poate cauza piele îngălbenită, convulsii, comă sau deces. Aceste simptome apar, de obicei, la un interval de zece și până la cincisprezece zile din momentul înțepării. La acele persoane care nu au fost tratate în mod corespunzător, boala poate recidiva câteva luni mai târziu. La cei care au supraviețuit recent unei infectări, reinfectarea cauzează, de obicei, simptome mai blânde. Această rezistență parțială dispare după câteva luni și până la câțiva ani, dacă nu există o expunere continuă la malarie.

## Cauze și diagnostic
În mod normal, boala se transmite prin înțepătura unei femele țânțar infectate, din genul Anopheles. Prin această înțepătură, paraziții din saliva țânțarului sunt introduși în sânge. Apoi, paraziții se deplasează către ficat, unde ajung la maturizare și se reproduc. Există cinci specii de Plasmodium care pot infecta cu malarie și aceasta poate fi răspândită de către oameni. Cele mai multe cazuri de deces sunt cauzate de P. falciparum cu P. vivax, P. ovale, și P. malariae care, în general, cauzează o formă mai blândă de malarie. Speciile P. knowlesi rareori cauzează îmbolnăviri la oameni. În general, malaria este diagnosticată prin examinarea sângelui la microscop, utilizând frotiuri sanguine sau prin teste de diagnosticare rapidă bazate pe antigen. Au fost dezvoltate metode care utilizează reacția în lanț a polimerazei pentru a detecta ADN-ul parazitului, dar acestea nu sunt utilizate la scară largă în zonele unde malaria este comună din cauza costurilor și a complexității acesteia.

## Prevenire și tratament
Riscul de îmbolnăvire poate fi redus prin prevenirea înțepăturilor de țânțari, utilizând plase de țânțari și produse insectifuge sau prin măsuri de controlare a insectelor, precum utilizarea de insecticide și drenarea apei stătătoare. În zonele unde boala este comună, câteva medicamente sunt disponibile pentru prevenirea malariei la călători. În zonele cu niveluri ridicate de malarie, sunt recomandate doze ocazionale de sulfadoxină/pirimetamină la feți după primul trimestru de sarcină.   În ciuda nevoii, nu există niciun vaccin eficient, deși eforturile de a crea unul sunt în desfășurare. Tratamentul recomandat împotriva malariei reprezintă o combinație de medicamente antimalarice ce conțin artemisinină. Al doilea medicament poate fi meflochină, lumefantrină sau sulfadoxină/pirimetamină. Chinina, alături de doxiciclină pot fi utilizate, în cazul în care artemisinina nu este disponibilă. În zonele în care boala este comună, se recomandă ca malaria să fie confirmată, dacă este posibil, înainte de începerea tratamentului, din cauza îngrijorărilor privind creșterea rezistenței la medicamente. Boala a dezvoltat o rezistență la câteva medicamente antimalarice; de exemplu, P. falciparum clorochino-rezistentă; Aceasta s-a răspândit în majoritatea zonelor cu malarie, iar rezistența la artemisinină a devenit o problemă în anumite zone din Asia de Sud-Est.

## Epidemiologie
Boala este larg răspândită în zonele tropicale și subtropicale, ce sunt prezente pe o zonă extinsă din jurul ecuatorului. Acesta include o mare parte din Africa Subsahariană, Asia și America Latină. Organizația Mondială a Sănătății estimează că, în anul 2012, cazurile de malarie s-au ridicat la un număr de 207 milioane. Se estimează că, în acel an, boala ar fi cauzat decesul a între 473.000 și 789.000 oameni, mulți dintre ei fiind copii din Africa. Malaria este asociată, de obicei, cu sărăcia și are un impact negativ major asupra dezvoltării economice. În Africa, se estimează că a rezultat în pierderea a 12 milioane de dolari pe an din cauza costurilor ridicate pentru furnizarea de asistență medicală, pierderea capacității de muncă și efectele produse asupra turismului..

## Galerie

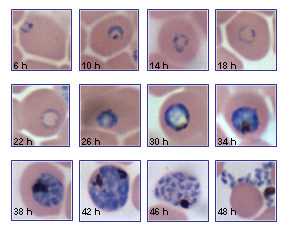
Stadiile evoluției parazitului P. falciparum în interiorul sângelui gazdei pe parcursul a două zile.
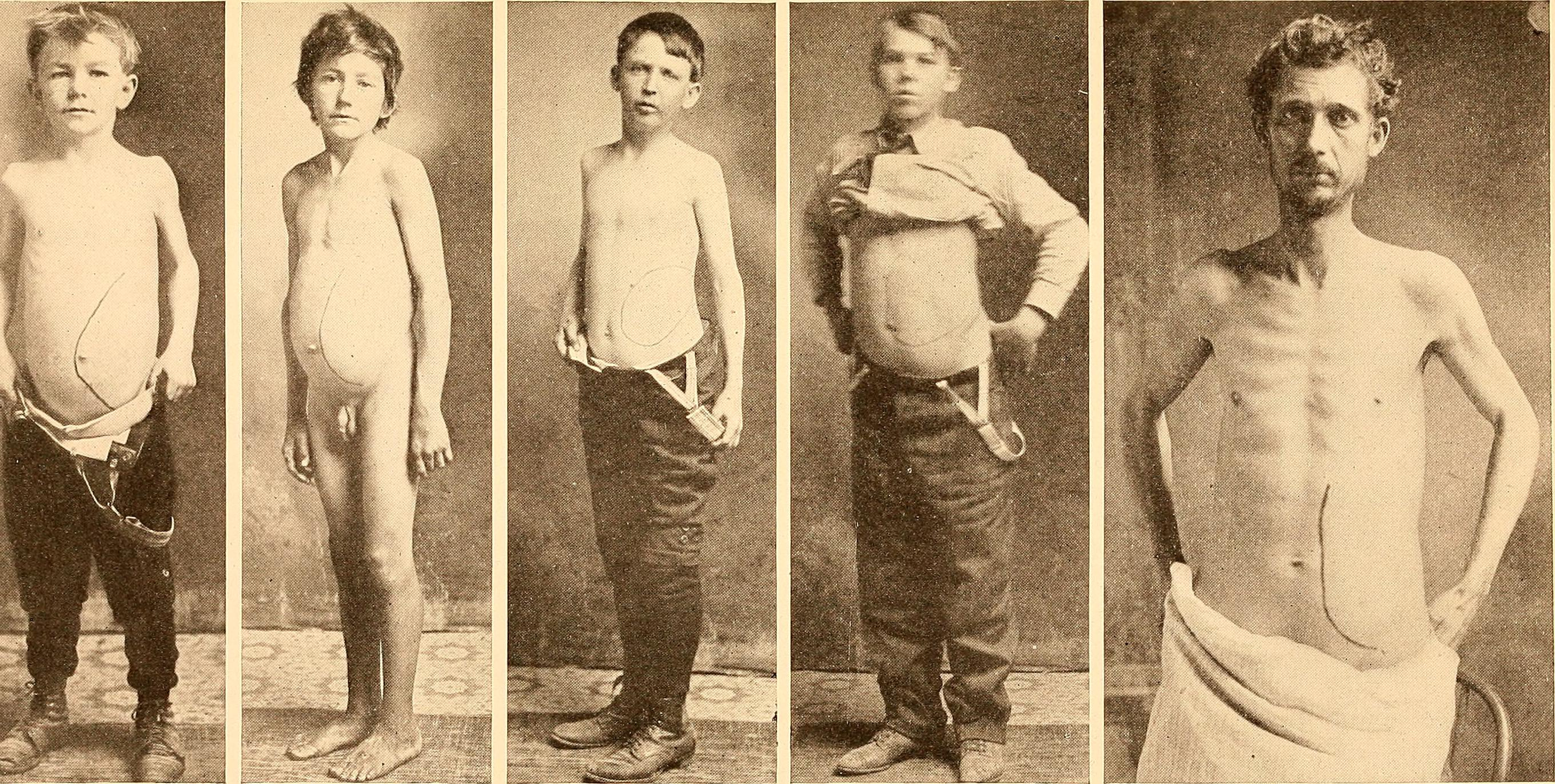
Diferite categorii ale cașexiei provocate de malarie.
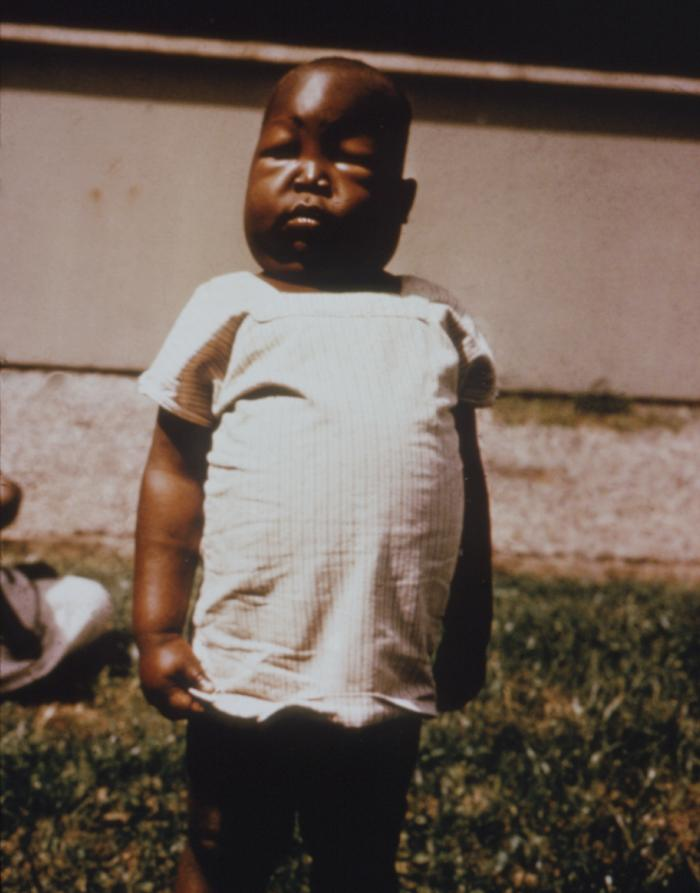
Edeme cauzate de protozorul parazit.
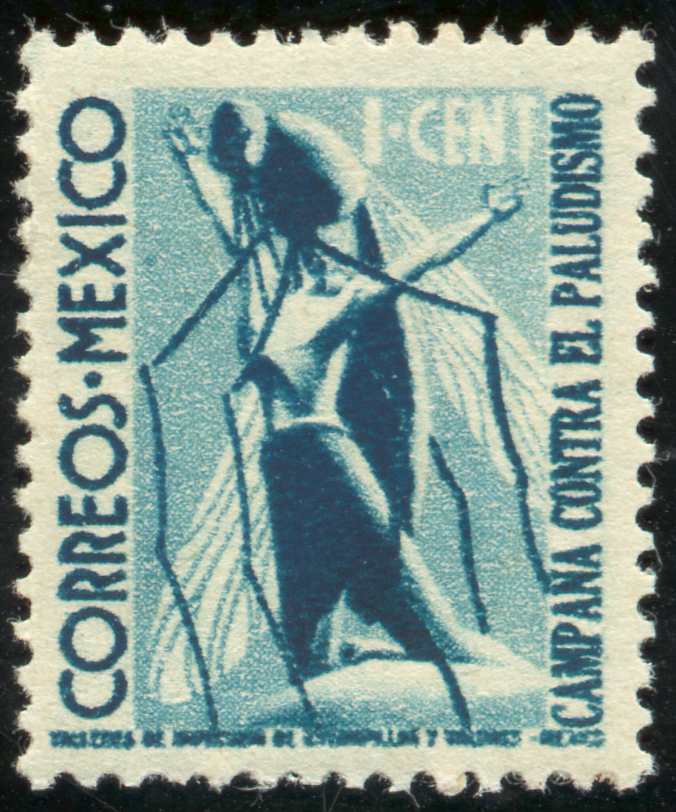
Timbru din Mexic ce prezintă țânțarul Anopheles.

### Informații generale
- Pagina WHO despre malarie
- Cilcul de viață al parazitului (animații Flash)
- Centrul SUA pentru controlul bolilor
- Medicii fără frontiere
- GlobalHealthFacts.org Arhivat în 11 octombrie 2007, la Wayback Machine. Statistici referitoare la numărul de cazuri pe Glob

### Vaccinuri și cercetare
- BBC - Speranțe pentru un vaccin până în 2010 15 octombrie 2004
- BBC - Știința ne arată cum se ascunde malaria 8 aprilie 2005
- Istoria descoperirilor legate de malarie Arhivat în 19 iunie 2014, la Wayback Machine.
- Programul UNICEF-UNDP-Banca Mondială-WHO pentru cercetarea bolilor tropicale
- Vom reuși să învingem malaria?, 18 iulie 2012, Nicu Pârlog, Descoperă